# جیمز اویبولا
جیمز اویبولا (درانگلیسی: James Oyebola) (زاده: ۱۰ ژوئن ۱۹۶۱ - درگذشته ۲۷ ژوئیه ۲۰۰۷) بوکسور نیجریه‌ای‌الاصل اهل بریتانیا و قهرمان پیشین مسابقات بوکس حرفه‌ای سنگین وزن جهان و بریتانیا بود. وی در شهر لاگوس در کشور نیجریه متولد شده بود و بعدها به کشور انگلستان مهاجرت کرد و به عضویت تیم ملی بوکس انگلستان درآمد.
اویبولا در طول زندگی حرفه‌ای ورزشی‌اش در ۱۸ رقابت از ۲۳ مسابقه بوکس حرفه‌ای به پیروزی رسیده بود. او در سال ۱۹۸۶ مدال برنز بوکس حرفه‌ای کشورهای همسود را برد و در سال ۱۹۹۳ قهرمان بوکس سنگین وزن حرفه‌ای جهان (WBO) شد. وی در سال ۱۹۹۶ با ورزش بوکس خداحافظی کرد.
جیمز اویبولا پس از خداحافظی از ورزش بوکس در سال ۱۹۹۶، به کار نگهبانی از کلوپ‌های شبانه می‌پرداخت. وی در شب دوشنبه ۲۳ ژوئیه و هنگام اخطار به سه جوان سیاه پوست برای کشیدن سیگار در محوطه «کلوپ شاتو ۶» در خیابان فولهام در غرب لندن، با واکنش غیرمنتظره یکی از آن‌ها روبرو شد و مورد شلیک گلوله قرار گرفت و از ناحیه سر و پا آسیب دید. وی نهایتاً در تاریخ ۲۷ ژوئیه ۲۰۰۷ بر اثر جراحات وارده آمده، در بیمارستانی در لندن درگذشت.